# Джордж Перес
Джордж Перес (англ. George Perez; 9 червня 1954, Нью-Йорк — 6 травня 2022) — карикатурист, художник і письменник американських коміксів. Є одним з найпопулярніших мультиплікаторів 1980-х років. Здебільшого відомий своєю роботою над коміксами видання DC Comics, але також працював і з Marvel Comics та іншими виданнями. Особливо відомий своїм оформленням проєктів «Криза на Нескінченних землях», «Месники» та «Юні титани». Володіє власним мальовничим стилем коміксів, який відрізняється особливою динамікою і великою кількістю подробиць.

## Біографія

### Ранній період
Джордж Перес народився 9 січня 1954 року в Бронксі, Нью-Йорк в родині емігрантів Хорхе Гусмана Переса і Лус Марії Іск'єрдо — обидва емігрували з Кагуасу, Пуерто-Рико в 1940 році, які одружилися 26 жовтня 1954 року. Його батько працював на заводі м'ясопереробної промисловості, а мати була домогосподаркою. 28 травня 1955 року в Джорджа Переса народився молодший брат — Девід Перес. Обидва брати з юних років захопилися малюванням і намагалися стати професійними художниками. Сам Джордж почав малювати у віці п'яти років.

### Особисте життя
Джордж Перес одружений з Керол Флінн. У нього немає дітей. У нього є брат Девід, а також племінниця і племінник. Він страждає на цукровий діабет і переніс операцію з усунення наслідків діабетичної ретинопатії. В травні 2017 року Перес був поміщений в лікарню з болями грудної порожнини, де було констатовано, що у Переса стався сердечний приступ під час поїздки в Нью-Джерсі на Комік-кон, незабаром йому був встановлений коронарний стент і після остаточної реабілітації він був виписаний з медустанови.
Перес стверджує, що у нього немає улюбленого героя, і тому він більше любить займатися ілюструванням історій про геройські команди.

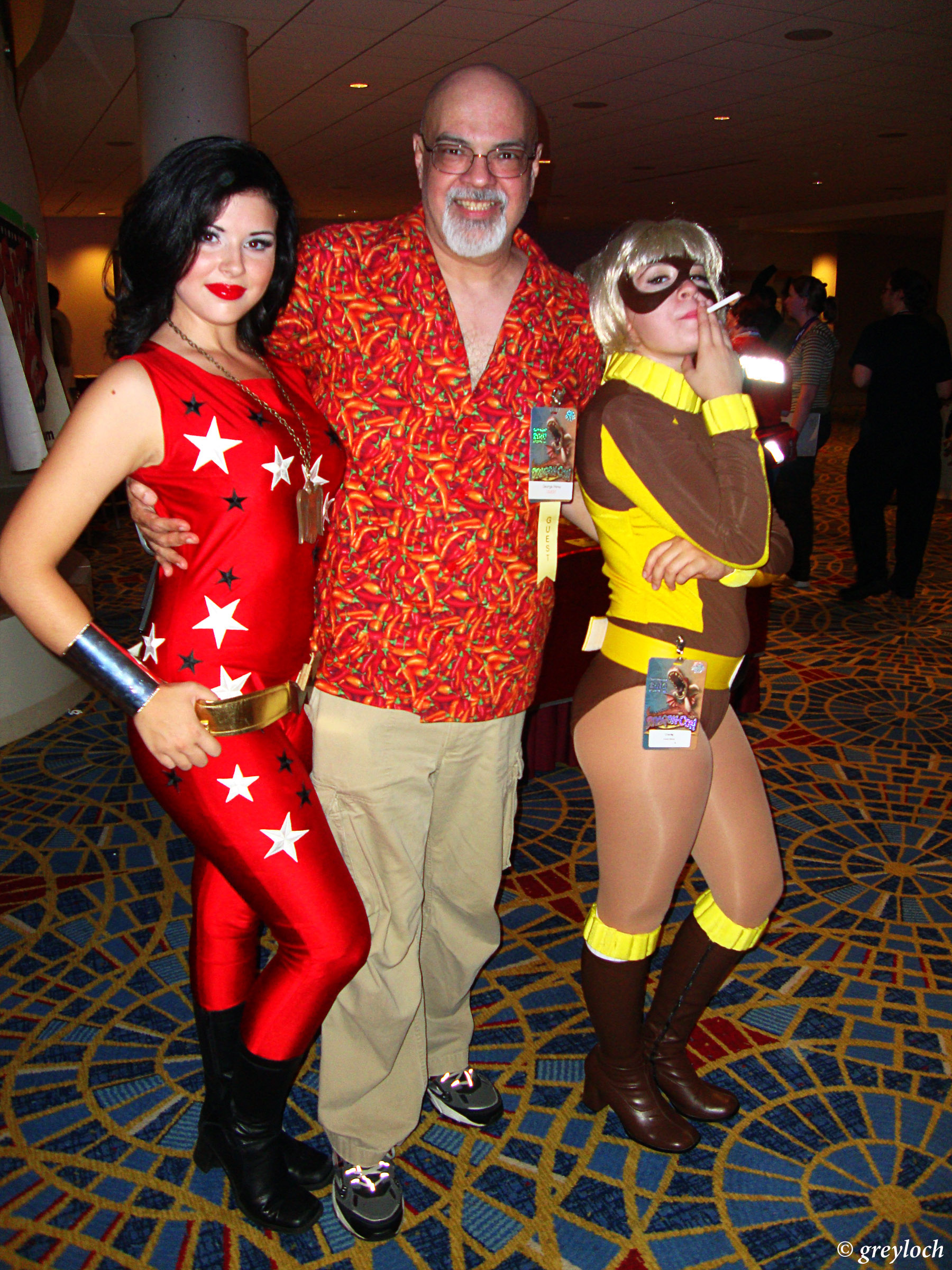
Джордж Перес позує з двома жінками, дівчинами косплеєрами Wonder Girl (зліва) та Terra (справа)

### Кар'єра

Обкладинка коміксу The New Titans volume #1 за авторством Джорджа Переса

Джордж Перес почав свою кар'єру художника в 1970-х роках. На стиль його перших робіт мала великий вплив творчість Джека Кірбі, одного з провідних художників Marvel в 1960-х роках. При цьому Джордж займався відтворенням реалістичнішої анатомії своїх персонажів і намагався зобразити намальований світ коміксів якомога яскравіше. А першим досвідом в його професійній кар'єрі творця коміксів, стала робота асистентом художника Річа Баклера в 1973 році, а його повноцінний художній дебют трапився в тому ж році — Пересом була створена комікс-серія «Sons of the Tiger», яка публікувалася видавництвом Marvel в журналі «Deadly Hands of Kung Fu» і він якийсь час продовжував працювати над нею, а також, він став художником коміксів за сценаріями письменника Білла Мантло. У дуеті з яким був створений перший пуерто-риканський супергерой Marvel — White Tiger. Який надалі став частим героєм коміксів і переважно з'являвся в серії коміксів про Людину Павука. А в 1974 році він редагував дві сторінки коміксу «Astonishing Tales» випуску #25.
Першу популярність Джордж Перес отримав в 1975 році, під час роботи над ілюструванням випуску #141 супергеройської серії коміксів «Месники» видавництва Marvel Comics і подальшої тривалої роботи над всією серією. Згодом і упродовж всіх 1970-х років Перес продовжував активно працювати над ілюструванням різних проєктів видавництва Marvel Comics включаючи, наприклад, комлекс-серію «Tower of Shadows», в яку увійшли добревідомі серії «Man-Wolf», «The Inhumans», а також — «Фантастична Четвірка».
Більшість ілюстрованих Пересом проєктів у той час, були створені за сценаріями Роя Томаса і Лена Вейна, однак, при створенні коміксу «Fantastic Four Annual» Перес познайомився з Марвом Вульфманом, в тісній співпраці з яким був створений цей комікс. Згодом їх знайомство переросло в грандіозну кросовер-серію коміксів «Криза на Нескінченних Землях», завдяки якому всі комікс-серії видавництвта DC Comics були «перезавантажені».
Пересом було створено величезну кількість різних знаменитих персонажів, а також комікс-серій, і величезна кількість різних історій для них. У співпраці з Роєм Томосом була створена метафізична історія для випуску «Фантастичної четвірки» #176, в якій Імпоссіблмен зустрівся з багатьма авторами супергеройських коміксів. Потім, Перес і Джим Шутер створили першу частину «The Korvac Saga» — серії, в якій розповідалося про історію майже кожного члена команди «Месників», що існували на той момент. Ними ж був створений персонаж Генрі Пітер Гирич — який був представником Месників в Раді національної безпеки США, у другому розділі того ж коміксу. А в травні 1980 року зусиллями письменника Девіда Мішеліні і Джорджа Переса був створений ще один герой серії «Месники» — Наглядач, який дебютував у випуску #195.

### The New Teen Titans
У 1980 році, продовжуючи роботу над серією коміксів «Месники», Перес починає співпрацювати з прямими конкурентами Marvel по світу коміксів — видавництвом DC Comics. Взявши участь в запуску серії «Юні Титани», де автором сценарію виступав Марв Вульфман, Перес з натхненням сприйняв можливість ілюструвати «Лігу Справедливості» оскільки, на його думку — ця робота була «значним прогресом», в порівнянні з «Месниками». Одночасно з цією подією помер художник «Ліги справедливості» Дік Діллін, що дозволило Джорджу Пересу зайняти його посаду і стати головним художником серії. Згодом Перес разом з Вульфманом зайнялися створенням нової серії коміксів «The New Teen Titans», яка була запущена в спеціальному прев'ю видавництва DC Comics у випуску «DC Comics Presents» #26, який вийшов в жовтні 1980 року. Основним призначенням нової серії була спроба надати фанатам DC альтернативу серії X-Men від Marvel Comics, що на той момент швидко набирала популярність. Вульфман і Перес впоралися із завданням, принісши значні успіхи видавництву. Новою комікс-підсерію, що отримала назву The New Teen Titans Drug Awareness також займалися Джордж Перес й Марв Вульфман. Вона була створена при спонсорській допомозі компанії Keebler й опублікована DC Comics у 1983 році. А у серпні 1984 року Пересом та Вульфманом була створена вже друга частина комікс-серії The New Teen Titans. Крім того, вміння Переса працювати з макетами, деталями та обличчями значно покращилося за чотири роки роботи над серією, що зробило його одним з найпопулярніших художників коміксів в історії, про що свідчать численні галузеві нагороди, які він отримав за цей час. (див. розділ Нагороди). Крім того, робота над коміксами про Лігу Справедливості та Підлітків Титанів значно зміцнила позиції Переса тепер й серед фанатів DC Comics.

Обкладинка коміксу Crisis on Infinite Earths #1 за авторством Джорджа Переса

### Криза на Нескінченних Землях
Після завершення роботи над другим випуском «The New Teen Titans» в кінці 1984 Джордж Перес разом з Марвом Вульфманом перемикнувся на роботу над новим проєктом, на честь 50-ї річниці видавництва DC Comics в 1985 році — глобальним «перезавантаженням» всього Всесвіту DC — обмеженою комікс-серією кросовером «Кризою на Нескінченних Землях». Це був наймасштабніший кросовер, який існував на той момент. У серії взяли участь майже всі персонажі Всесвіту DC. А сам комікс скасував мультивсесвіт — нескінченну кількість паралельних світів, які до цього існували й зробив значні зміни у Всесвіт і 50-річну концепцію сюжетної оповіді. Крім Переса і Вульфмана в роботі над кросовером брали участь також Дік Джордано Джеррі Ордвей та Майк ДеКарло.
Після завершення роботи над «Кризою» в вересні 1986 року, Перес зайнявся створенням останнього випуску коміксу «Superman» #423 разом з Аланом Муром і Куртом Сваном. А через місяць після цього, в жовтні 1986 року Перес увійшов в команду авторів випуску «Batman» #400. У тому ж році Джордж Перес і Марв Вульфман знову об'єдналися для спільної роботи над ще однією обмеженою серією для DC Comics — коміксом «History of the DC Universe», в якому підбивалися підсумки всієї нової історії компанії. 1985 року Перес ілюстрував обкладинку рольової гри «DC Heroes» виробництва Mayfair Games, а через 4 роки, в 1989 році обкладинку для четвертого видання рольової гри «Champions» від Hero Games.

Обкладинка коміксу Wonder Woman volume #1 за авторством Джорджа Переса

### Диво-жінка
В кінці 1980-х під керівництвом Переса персонаж Диво-жінка був перезавантажений. 1987 року письменник Грег Поттер провів кілька місяців, працюючи з редактором Дженіс Рейснад розробкою нових концепцій для персонажа, перш ніж до нього приєднався Перес. Натхненний роботою Джона Бірна і Френка Міллера з перезавантаження Супермена і Бетмена, Джордж Перес став автором й художником для нової версії комікса про Диво-жінку. Перезапуск більш тісно пов'язав героїню з грецькими богами та відкинув багато сторонніх елементів її історії. Спочатку Перес працював над сторенням історії з Поттером і Леном Вейном, але врешті-решт перейняв на себе всю роботу з написання сценарія. Пізніше Мінді Ньюелл, приблизно на рік, приєдналася до Переса як співавтор проєкту. Хоча ця комікс-серія й не отримала такої популярності, як інші проєкти Переса, по типу «Підлітків Титанів», або «Кризи на Нескінченних Землях» — вона все одна стала досить успішним перезапуском одного з флагманських персонажів DC. Всього Джордж Перес працював над серією коміксів про Диво-жінку протягом п'яти років — з 1987 по 1992 рік. Він припинив бути художником після випуску #24, а з випуску #62 припинив й письменницьку роботу над проєктом. Проте, вже у 2001 році Перес повернувся до цього персонажа як сценарист, написавши у співавторстві з письменником і художником Філом Хіменесом двосерійну історію у випусках #168-169.
Також, Перес займався ілюструванням обкладинки для коміксу про Диво-жінку #600, що побачив світ у серпні 2010. До того ж, він займався деякими декораціями. А в інтерв'ю про художній фільм Диво-жінка, що побачив світ у 2017 році — режисер Петті Дженкінс подякувала Пересу за його внесок у роботу над головним персонажем історії та дуже тепло оцінила його роботу. Вона також додала, що його робота вплинула нарівні з роботою оригінального творця — Вільяма Марстона.

### Нові Титани
В грудні 1988 року з випуском #50 Джордж Перес повернувся до роботи над серією «The New Teen Titans» як один з художників. В тому ж випуску серія була перейменована просто в Нові Титани. У випуску розповідається нова історія походження Диво-Дівчини, а також, про те, як її зв'язок з Диво-жінкою був розірваний через події Кризи на Нескінченних Землях. Перес залишався художником серії у випусках #55, #57 й #60, а вже у випусках #58, #59, #61 лише надавав макети для художників Тома Грамметта та Боба Маклеода. Сюжетна лінія коміксу «A Lonely Place of Dying» перетнулася з серією коміксів про Бетмена й представила нового персонажа — Тіма Дрейка, як нового Робіна. Перес займався ілюструванням обкладинок для випусків #62-67, а також був співавтором сюжетів для випусків #66-67, перш ніж знову піти з серії про Титанів.

### Супермен
Джордж Перес, також, був пов'язаний із ще одним героєм DC — Суперменом у різний час протягом своєї довгої кар'єри, включаючи його перебування в Лізі Справедливості Америки багато років тому. У черговому випуску «Action Comics» #544 у червні 1983 він розробив фірмовий бойовий костюм Лекса Лютора. Згодом цей костюм для культового лиходія став прообразом для фігурки Лютора з лінії іграшок «Super Powers Collection» й неодноразово використовувався в різних серіях коміксів DC.
Перес також виступав художником коміксу «DC Comics Presents» #61 у вересні 1983 року, в якому вперше фігурував союз Супермена та OMAC. Через кілька років Пересом та Джоном Бірном буде створена історія, що поєднала Супермена із Диво-жінкою в випуску коміксу «Action Comics» #600 в березні 1988. Він також займався ілюструванням кількох частин коміксу «Action Comics Annual #2» в 1989 році, після чого він приступив до роботи над всією серією «Action Comics», починаючи з випуску #643 в липні 1989. Його обов'язки протягом всієї роботи над Суперменом сильно варіювалися, він виступав то сценаристом і художником серії, то автором структури сценарію, забезпечуючи розподіл сценарію на зрозумілі частини, то працював з історіями Роджера Стерна і художників Бретта Бридінга і Керрі Гемілла, взявши на себе основні обов'язки художника-ілюстратора обкладинки для випусків серії, за винятком випуску #646 яким він займався разом з Кітом Гіффеном.
Перес, також, деякий час працював над серією «Adventures of Superman», виступивши в ролі автора сюжету для випусків #457-59 у серпні-жовтні 1989 року, і як художник для випуску #461 у грудні того ж року. Остаточно він припинив роботу над серією «Action Comics» після випуску #652 у квітні 1990 року, через надто високе навантаження через одночасну роботу над історіями про Супермена та Диво-жінку.

### War of the Gods таРукавиця нескінченності
У тому ж 1991 році Перес зіткнувся з проблемами при  черговій роботі з DC Comics. Він заявив, що з самого початку роботи над сюжетною лінією, розпочату в серії про Диво-жінку, та таку, що побічно проходить через інші комікс-серії — він відчуває труднощі з написанням сюжетної лінії для нової серії коміксів під назвою «War of the Gods» через серйозні проблеми в редакції. На думку Переса — видавництво DC Comics недостатньо працювала над тим, щоб гідно відсвяткувати 50-й ювілей з дня створення персонажа Диво-жінки. Більш того, DC не розмістила серію «War of the Gods» серед списку своєї продукції, призначеної для газетних кіосків, що означало, що серію можна було купити суто в спеціалізованих магазинах коміксів.
Під час роботи над Диво-жінкою, Пересом, також, був створений сюжетний хід, згідно з яким Стів Тревор і Етта Кенді одружуються в останньому випуску. Однак, в останній момент видавництво передало авторство серії коміксів про Диво-жінку сценаристу Вільяму Месснеру-Лоебсу і доручила йому написати нову версію весільної сцени. Внаслідок чого, коли Перес дізнався про це, то на кілька років розірвав всякі зв'язку з DC. Проте, в 1992 році він все ж брав участь у роботі над випусками #10-11 коміксу «Deathstroke the Terminator» як помічник художника.
Крім того, в 1991 році Перес підписав контракт з Marvel Comics на створення олівцевої обмеженої комікс-серії «Рукавиця нескінченності», що складалася з шести випусків. Історія і сценарій був створений Джимом Старліном, а ілюструванням займався особисто Перес. Однак через деяку турбулентність та схвильованість, викликану конфліктом з DC Comics через серію «War of the Gods» — це був дуже напружений особистий період для Переса, через який він не зумів виконати малюнки олівцем всієї серії та покинув проєкт вже після випуску «Рукавиця нескінченності» #4. Редакційна команда серії вирішила знайти заміну художнику, щоб закінчити комікс, після чого — Рон Лім був обраний новим художником, проте, Перес залишався контурникиком малюнків Ліма до самого завершення роботи над обмеженою серією.
Через невдачі пов'язані з комікс-проєктами на кшталт «War of the Gods» і «Рукавиця нескінченності» — Перес почав швидкими темпами набувати репутації автора й ілюстратора, який не здатний довести до кінця розпочаті проєкти. А робота з незалежними видавництвами, такими як Malibu Comics, як художника для серій «Break-Thru» і «Ultraforce», й Tekno Comix, над серією «I-Bots» — тільки підтвердила цю репутацію і затвердила всіх в цій думці. Попри те, що обидва видавництва заплатили Пересу непоганий гонорар — у нього практично повністю зник інтерес до ілюстрування персонажів й він втратив інтерес до створення серій коміксів як художник.

### 1990-ті та Месники
В середині 1990-х років Джордж Перес покинув поле зору громадськості, всупереч тому, що в цей період він цілком активно працював одразу над кількома проєктами, в тому числі комікс-адаптацію фільму «Парк Юрського періоду», яка була опублікована виданням Topps Comics в 1993 році. Автором сценарію адаптації став Уолт Симонсон, а художником Ґіл Кейн, а контурником виступив сам Перес. У той же період він, також, працював над серіями «Sachs and Violens» і «Hulk: Future Imperfect», написаними сценаристом Пітером Девідом. Крім того, тоді ж сам Пітер Девід називав Переса своїм улюбленим художником-співавтором, і одним з тих трьох художників, чиї таланти та вміння дозволили дуже близько підійти до реалізації задуму Девіда при написанні сценарію. Двома іншими художниками були Леонард Кірк і Дейл Кеун.
У жовтні 1996, після практично п'ятирічної перерви Перес повертається до роботи над коміксами DC Comics для створення ще одного втілення Підлітків Титанів, під назвою «Teen Titans vol. 2». Серія була створена Деном Джордженсом, який виступив сценаристом і художником, і Пересом, який, вчергове, виступив контурником. Обидва автори співпрацювали протягом 15 випусків з двадцяти чотирьох запланованих. Серія завершилася у вересні 1998 року.
Перес, також, працював над створенням випусків #111-123 серії «Silver Surfer vol. 2» в грудні 1995-1996. Незабаром після цього, Перес створив спецвипуск-кросовер «Silver Surfer-Superman», що об'єднав персонажів Срібного Серфера і Супермена в одному сюжеті. Зрештою Перес повернувся до головного продовження комікс-серії «Месники» яка виходила на той момент. Автором сценарію продовження серії виступив Курт Бьюсік. В серії він залишався майже три роки, знову отримавши визнання, як критиків, так і шанувальників за свої таланти в мистецтві та за власний відточений і динамічний стиль ілюстрування.
Після виходу із серії він і Бьюсік випустили довгоочікуваний міжвидавничий кросовер «JLA/Avengers», який побачив світ наприкінці 2003 року і в якому, як випливає з назви — взяли участь головні герої видавництв DC і Marvel Comics — Ліга Справедливості й Месники відповідно. Цей кросовер повинен був бути опублікований ще в 1980-х роках, але через серйозні відмінності, постійні лайки та суперництво між DC і Marvel — випуск коміксу був неможливий. Перес виступав художником історії та намалював приблизно 21 сторінку оригінального кросовера, які були опубліковані лише у 2004 році, при виході коміксу у твердій палітурці в виданні «JLA/Avengers: The Collector's Edition».

### Gorilla Comics та CrossGen
Джордж Перес також є автором незакінченої комікс-серії «Crimson Plague». Перший випуск якої вийшов 1997 року у нині неіснуючому видавництві Event Comics. У червні 2000 року оригінальний перший випуск був перевиданий Gorilla Comics з додатковими матеріалами та сторінками наступного випуску, що вийшов у вересні того ж року. Це науково-фантастичне оповідання про прибульця з вкрай токсичною кров'ю. Через надзвичайно високі витрати на самостійне створення і видавництво коміксу — Перес відчуваючи фінансові проблеми увігнав себе в борги та знову припинив видання «Crimson Plague» і тепер уже невідомо, коли він повернеться до продовження власної серії. Проте, бібліографія Джорджа Переса все включаює в список робіт і третій, невиданий випуск «Crimson Plague».
На початку 2000-х Перес працював на видавництво CrossGen. Він займався ілюструванням випусків з серії «CrossGen Chronicles». А його основною роботою для видавництва були малюнки олівцем для серії «Solus». Попри те, що дана серія була запланована як об'ємна книга коміксів, вона була скасована після всього восьми випусків через банкрутство видавництва CrossGen.

### Повернення до DC
У квітень 2006 року Джордж Перес виступив художником для випуску #82 коміксу «Ліга справедливості». А в травні того ж року займався ілюструванням альтернативної обкладинки для видання #36 путівника по книгах і коміксами DC під назвою «Official Overstreet Comic Book Price Guide». Також, разом зі сценаристом Марком Уейдом він став автором перших десяти випусків серії коміксів «Comics The Brave and the Bold», які виходили 2007-2010 роках. Перес працював над серією-продовженням оригінальної Кризи на Нескінченних Землях — коміксом «Infinite Crisis», а також відгалуженням «Legion of 3 Worlds» для ще одного продовження оригіналу під назвою — «Final Crisis». Таким чином — Джордж Перес брав участь у створенні всієї «Трилогії Криз».
Крім створення коміксів Перес також працював з Марвом Вульфманом і над кіноадаптацією серії «Teen Titans» під назвою «Judas Contract» — прем'єра відбулася 31 березня 2017 року, а загальний бюджет склав 3.5 мільйона доларів.
Джордж Перес є співголовою ради благодійної організації комічної індустрії «The Hero Initiative» і входить в її Комітет по виплатах.

### The New 52
У вересні 2011 року видавництво DC Comics запустила нову серію коміксів про Супермена, що була написана Джорджем Пересом, який, в тому числі, займався й ілюструванням обкладинок, а також разом з Хесусом Меріно та Ніколою Скотом створенням декорацій. Перес працював над серією аж до випуску «Superman» #6. У тому ж місяці відбулося возз'єднатися Переса і Вульфмана, а разом з ним і видання нової частини серії про Підлітків Титанів — графічного роману «The New Teen Titans: Games» в новій — твердій палітурці. Також, приблизно в той же час, він разом з Деном Джердженсом були художниками для серії про Зелену стрілу, що послужило відродженням творчого колективу Підлітків Титанів середини 1980-х. Тоді ж Перес і Кевін Макгуайр разом працювали над відродженням комікс-серії «Worlds 'Finest», за авторством Пола Левіца.
Однак, вже в липні 2012 року Джордж Перес відмовляється від подальшої роботи над серією коміксів про Супермена, обґрунтовуючи це реакцією на постійний нагляд і контроль його діяльності з боку редакції, який полягав в постійному і безпричинному переписуванні сценаріїв, нездатності редакторів пояснити деякі аспекти нової історії про Супермена в версії The New 52, наприклад, можливість або неможливість того факту, що його батьки все ще живі, а також в постійних обмеженнях з боку видавництва, що вводяться з метою створення сумісності історії з сюжетом серії «Action Comics», запущеної на п'ять років раніше серії коміксів про Супермена, тим більше ситуація ускладнювалася ще тим, що автор сценарію серії «Action Comics» Грант Моррісон не поширювався про подальші плани розвитку сюжету своєї серії.

### Сирени
В кінці 2014 Джордж Перес займався створенням власної комікс-серії під назвою «Sirens». Перес сам займався її створенням і ілюструванням протягом двох років — з вересня 2014 року по грудень 2016 року. Всього було створено шість випусків коміксу, опублікованого Boom! Studios. Перший випуск вийшов 17 вересня 2014 року. Це науково-фантастичний мінісеріал, присвячений групі жінок з надзвичайними здібностями, які борються зі злом у часі й просторі.

## Камео
У 2005 році Перес з'явився в якості камео в епізоді мультсеріалу «Підлітки Титани» під назвою «Go» який був адаптацією нового коміксу «Teen Titans» #1. А в епізоді того ж мультсеріалу під назвою «For Real» персонаж на ім'я Андре Леблан нападає на банк під назвою «Банк Переса». Також, в багатокористувацької рольовій грі «City of Heroes» на честь Переса названа ціла зона всередині гри, яка має ім'я «Парк Переса».

## Нагороди
Джордж Перес відзначений великою кількістю різних нагород в області мистецтва:
- Премія Eagle Awards[en]:
  - У 1979 році їм була отримана перша нагороду в галузі мистецтв — премія Eagle Awards в номінації «Найкраще продовження історії» — за роботу над серією «Месники» для Marvel Comics;[31]
  - У 1980 році їм знову була отримана ця премія — на цей раз в номінації «Найкраща обкладинка» — за створення обкладинки коміксу «Месники» #185;[32]
  - У 1986 та 2000 роках знову — в номінації «Найкращий художник» (олівець).[33][34]
- Премія Inkpot Award:[35]
  - У 1983 під час конвенції Комік-кон він був відзначений премією Inkpot Award.
- Премія Kirby Award:[36]
  - У 1985 році він разом з Марвом Вульфманом та Ромео Тангалом був номінований на премію ім. Джека Кірбі — за створення випуску коміксу «The New Teen Titans» #50 у номінації «Найкращий одиночний випуск»;
  - У тому ж 1985, а також, у 1986 році він разом з Марвом Вульфманом отримали цю ж премію — за створення коміксу «Криза на Нескінченних Землях» у номінації «Найкраща серія»

Також, у 1985 році, на честь 50-ї річниці видавництва — DC Comics включило Джорджа Переса у список лоуреатів ван-шоту «Fifty Who Made DC Great».
- Премія Comics Buyer's Guide Fan Awards[en]:[37]
  - У 1983 та 1985 він здобув премію Comics Buyer's Guide Fan Awards в номінації «Улюблений художник»;
  - У 1985-1987 роках знову отримував премії в номінації «Улюблений художник обкладинки»;
  - У 1985 він також здобув премію у номінації «Улюблені обмежені серії» — за створення серії «Криза на Нескінченних Землях»
  - У 1987 році вчергове, в номінації  «'Улюблений “олівець»;
  - В період 1984-1989 років отримував премії Comics Buyer's Guide Fan Awards в номінації «Улюблена комікс-історія»:
    - У 1984 — за роботу над коміксами «Tales of the Teen Titans» #42–44;
    - У 1985 — за роботу над випуском коміксу «Криза на Нескінченних Землях» #7;
    - У 1989 — за роботу над коміксами «Batman» #440–442 та «The New Titans» #60–61.

### BOOM! Studios
- Sirens, міні, #1–6 (2014–2016)

### DC Comics
- 52 No 25 (2006)
- Action Comics #643–645 (повністю); #647–652 (тільки макети) (1989–90)
- Action Comics Annual No. 2 (1989)
- Adventures of Superman No. 461 (1989)
- All-Star Squadron Annual No. 3 (1984)
- Batman No. 400 ) (1986)
- The Brave and the Bold, vol. 2, #1–10 (2007–08)
- Crisis on Infinite Earths #1–12 (1985–86)
- DC Comics Presents (New Teen Titans тільки прев'ю) #26; (Superman and Omac) No. 61 (1980–83)
- DC Universe No. 0  (2008)
- DC Universe: Legacies #5–6 (2010)
- Deathstroke the Terminator #10–11 (1992)
- The Flash #289–293 (1980–81)
- Heroes Against Hunger (1986)
- Final Crisis: Legion of 3 Worlds, міні, #1–5 (2008–09)
- History of the DC Universe #1–2 (1987)
- Infinite Crisis, міні, #3–4, 6–7 (2006)
- Justice League of America, #184–186, 192–197, 200 (1980–82)
- Justice League of America, vol. 2, No. 0 (2006)
- Justice Society of America, vol. 2, No. 82 (2006)
- Justice Society of America, vol. 3, No. 50 (among other artists) (2011)
- New Teen Titans, (попередня назва Tales of the Teen Titans) #1–4, 6–34, 37–50; Annual #1–3 (1980–85)
- New Teen Titans, vol. 2 #1–5 (1984–85); #50–55, 57–61 (1988–89)
- New Teen Titans: The Drug Awareness (1983)
- New Teen Titans: Games, graphic novel (2011)
- Secret Origins vol. 2 No. 50 (1990)
- Secret Origins Annual No. 3 (1989)
- Secret Seven, міні, No. 1 (2011)
- Supergirl, vol. 6, No. 8 (2012)
- Supergirl Annual No. 1 (inks over Dick Giordano) (1996)
- Superman No. 423 (1986)
- Superman, vol. 3, #1–6 (2011–12)
- Tales of the New Teen Titans, міні, #1–4 (1982)
- The Titans No. 25 (2001)
- Teen Titans, vol. 2, #1–15 (1996–97)
- Teen Titans, vol. 3, No. 50 (2007)
- T.H.U.N.D.E.R. Agents No. 4 (2011)
- Wonder Woman, No. 600 (2010)
- Wonder Woman, vol. 2, #1–24, #25–62, Annual No. 1 (1987–92)
- War of the Gods, міні, #1–4 (1991)
- Worlds' Finest #1–7, #8–9 (2012–13)
- World's Finest Comics No. 300 (1984)

### Image Comics
- Crimson Plague #1–2 (2000)
- Witchblade No. 92 (2005)

### Marvel Comics
- Astonishing Tales No. 25 (1974)
- The Avengers #141–144, 147–151, 154, 155, 160–162, 167, 168, 170, 171, 194–196, 198–202; Annual No. 6, 8 (1975–80)
- The Avengers vol. 3 #1–15, 18–25, 27–34 (1998–2000)
- Bizarre Adventures No. 27 (1981)
- Creatures on the Loose #33–37 (1975)
- Deadly Hands of Kung Fu #6–14, 16–17, 19–21, 30 (1974–76)
- Fantastic Four #164–167, 170–172, 176–178, 184–188, 191–192, Annual #14–15 (1975–80)
- The Incredible Hulk No. 435 (1995)
- Hulk: Future Imperfect, міні, #1–2 (1992–93)
- Infinity Gauntlet, #1–3; No. 4 (1991)
- Inhumans #1–4, 8 (1975–76)
- Logan's Run #1–5 (1977)
- Luke Cage, Power Man No. 27 (1975)
- Marvel Comics Super Special No. 4 (1978)
- Marvel Fanfare #10–13 (1983–84)
- Marvel Premiere #45–46 (1978–79)
- Marvel Preview No. 20 (1980)
- Marvel Two-in-One #56–58, 60, 64–65 (1979–80)
- Monsters Unleashed (Gullivar Jones) No. 8 (1974)
- Sachs and Violens, міні, #1–4 (1994)
- Silver Surfer vol. 3 #111–123 (1995–96)
- Thunderbolts Annual (1997)
- Ultraforce/Avengers (1995)
- Unknown Worlds of Science Fiction #2–3 (1975)
- What If No. 15 (1977)
- X-Men Annual No. 3 (1979)

### DC Comics та Marvel Comics
- JLA/Avengers, міні, #1–4 (2003)

### Тількі обкладинки

#### DC Comics
- Action Comics No. 529, 602, 643–652 (1982–90)
- Adventure Comics #484–486, 490 (1981–82)
- Amethyst, Princess of Gemworld #5–11 (1983–84)
- Batman #436–442 (1989)
- Batman and the Outsiders No. 5 (1983)
- Best of DC Blue Ribbon Digest #17–18, 21–24, 35, 50, 61, 69 (1981–86)
- Blackest Night: Titans, міні, No. 3 (2009)
- DC Special Blue Ribbon Digest No. 19 (1982)
- DC Comics Presents No. 38, 94 (1981–86)
- The Flash vol. 2 #15–17, Annual No. 2 (1988)
- Green Lantern No. 132, 141–144 (1980–81)
- Infinite Crisis #1–7 (2005–06)
- JSA #82–87 (2006)
- Justice League of America #201–205, 207–209, 212–215, 217–220 (1982–83)
- Justice Leagues of:
  - JL? (2001)
  - Aliens (2001)
  - Amazons (2001)
  - Arkham (2001)
  - Atlantis (2001)
  - JLA (2001)
- Legion of Super-Heroes No. 268, 277–281, 300 (1980–83)
- New Teen Titans No. 5 (1981)
- Secret Origins Annual No. 3 (1989)
- Superman No. 364 (1981)
- Teen Titans Spotlight No. 1, 19 (1986–88)
- Wonder Woman #283–284 (1981), No. 300 (1983)
- Wonder Woman, vol. 2, #25–32, 45–60, 120, Annual No. 2 (1988–97)
- World's Finest Comics No. 271, 276–278 (1981–82)

#### Marvel Comics
- The Avengers #163–166, 172–174, 181, 183–185, 191–192 (1977–80)
- Captain America No. 243, 246 (1980)
- Defenders No. 51, 53, 54, 59, 64 (1977–78)
- Fantastic Four No. 183, 194–197 (1977–78)
- FOOM No. 19 (1977)
- Iron Man No. 102, 103 (1977)
- Man Called Nova No. 14 (1977)
- Marvel Holiday Special No. 1 (1994)
- Marvel Team-Up No. 65 (1978)
- Marvel Two-in-One #32–33, 42, 50–52, 54, 61–63, 66, 75 (1977–81)
- Mighty Mouse No. 4 (1991)
- Ultraforce/Avengers: Prelude (1995)
- X-51 No. 5 (1999)
- X-Men No. 112, 128 (1979)

#### DC Comics й Marvel Comics
- Crossover Classics: The Marvel/DC Collection Vol. 1 TPB (1991)